# Gebr. Friedrich-Werft
Die Schiffswerft Gebr. Friedrich ist eine 1921 von den Brüdern Johann und Wilhelm Friedrich in Kiel gegründete Werft. Sie verfügt über drei Längsslipanlagen.

## Inhaber
Die Werft befindet sich in Kiel-Pries am Ausgang des Nord-Ostsee-Kanals und ist ein Familienbetrieb, deren Inhaber traditionell auf dem Werftgelände wohnen. Als Nachfolger und Erben wurden den Inhabern, beginnend mit den Gründern, ausschließlich Töchter geboren. Ihre späteren Ehemänner wurden nach der Heirat in den Betrieb eingebunden.

## Werft
Der schiffbautechnische Betrieb kann auf den drei Slipanlagen Schiffe mit einer Länge von 10 bis 65 Metern, einer Breite bis 10,5 Metern und einem Gewicht bis zu 600 t trocken stellen. Für anspruchsvolle Reparatur- und Farbarbeiten steht eine geschlossene Schiffsreparaturhalle mit 50 Meter Länge, 15,5 Meter Breite und einer Höhe von 24,5 Metern zur Verfügung. Die Werft hat früh ein anspruchsvolles Umweltschutz- und Abfallkonzept erstellt, das über die gesetzlichen Bestimmungen hinausgeht.
Die Schiffswerft Gebr. Friedrich beschäftigt sich neben dem Schiffbau und Holzbootsbau besonders mit Reparaturen, Umbau und Verlängerungen. In der Maschinenbauabteilung erfolgen auch der Rohrleitungsbau und die Schiffselektrotechnik. Außerdem führt die Werft Reisereparaturen auf Schiffen durch. Die Werft wurde 2008 als Sieger beim Großen Preis des Mittelstandes in der Region Schleswig-Holstein/Hamburg ausgezeichnet.

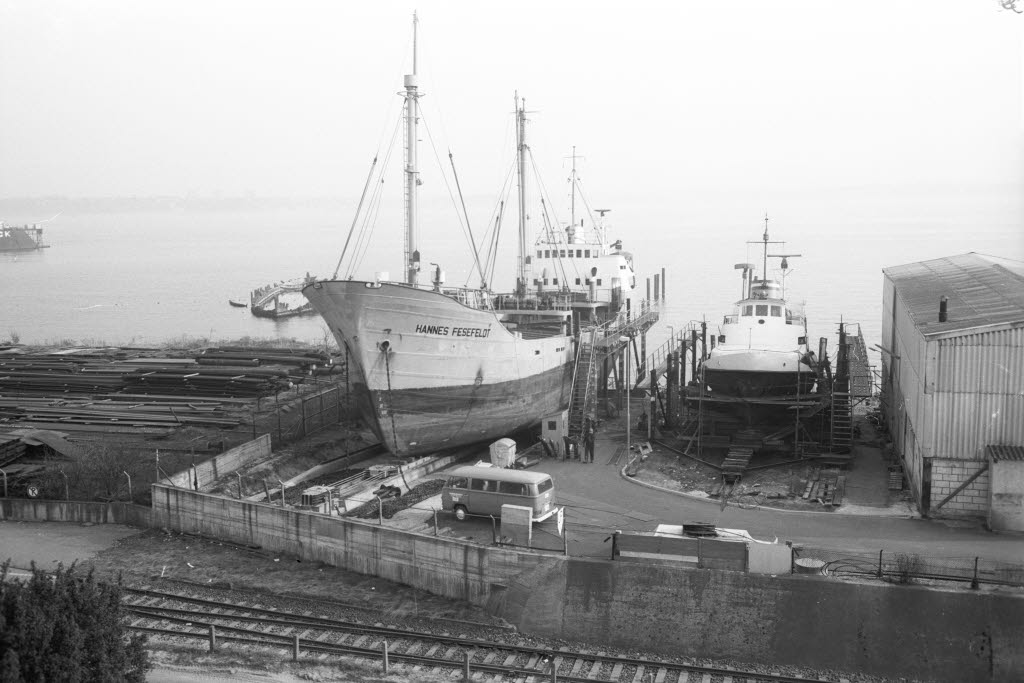
Werft (1974)
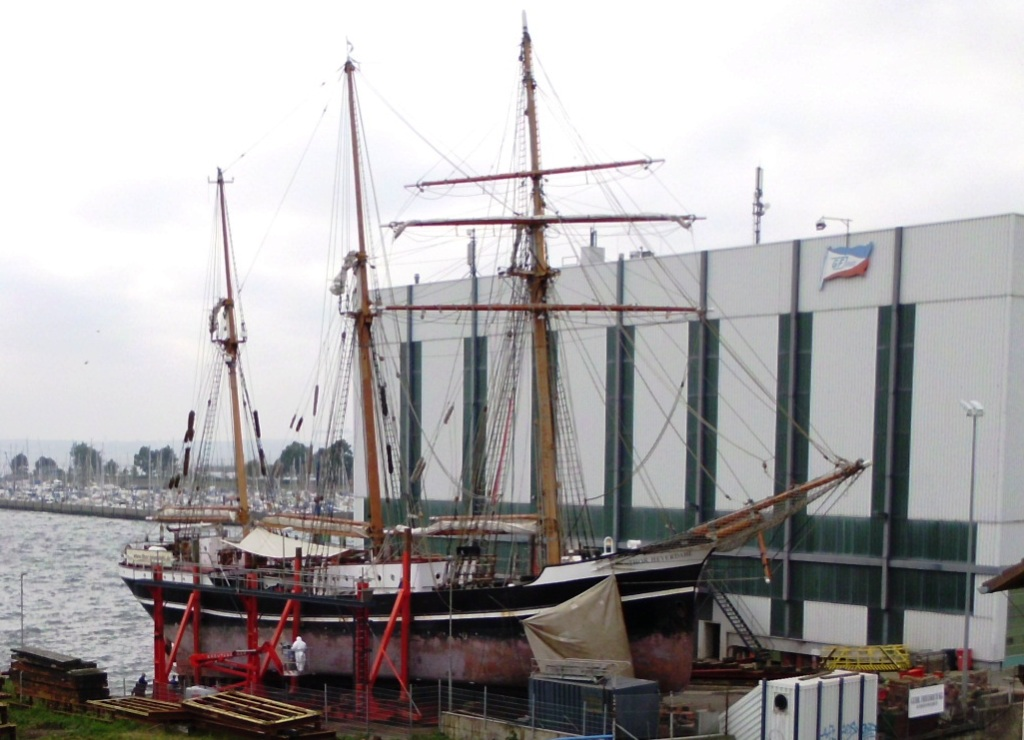
Slip und Halle
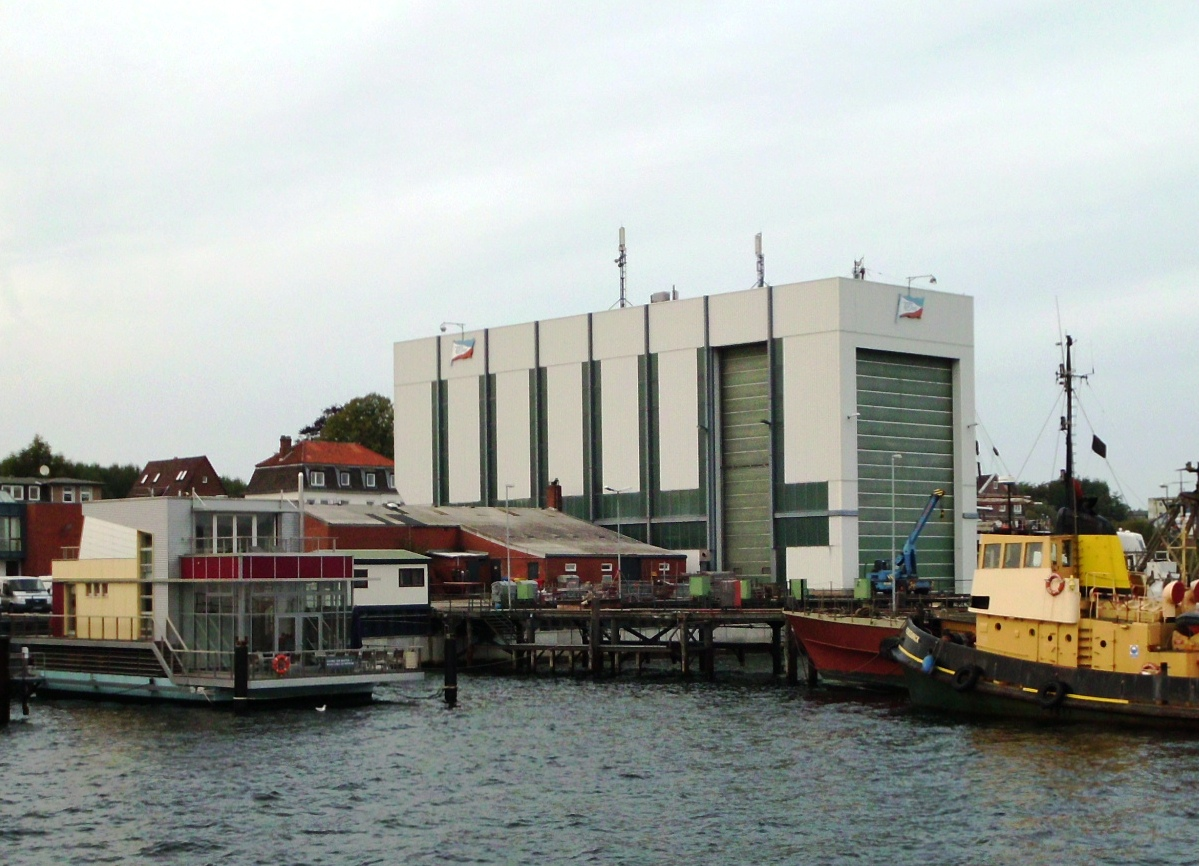
Slip und Halle

## Schwimmendes Haus
Die Schiffswerft Gebr. Friedrich hat mit Konstrukteuren, Architekten und Vertriebsmanagern die Arbeitsgemeinschaft living on water gegründet. Auf der Werft entstand das erste in Deutschland nach GL-Richtlinien gebaute schwimmende Haus. Es besteht aus drei Ebenen mit 140 Quadratmeter Wohnraum, wobei im Unterdeck die Haustechnik untergebracht ist.